# チューハイ

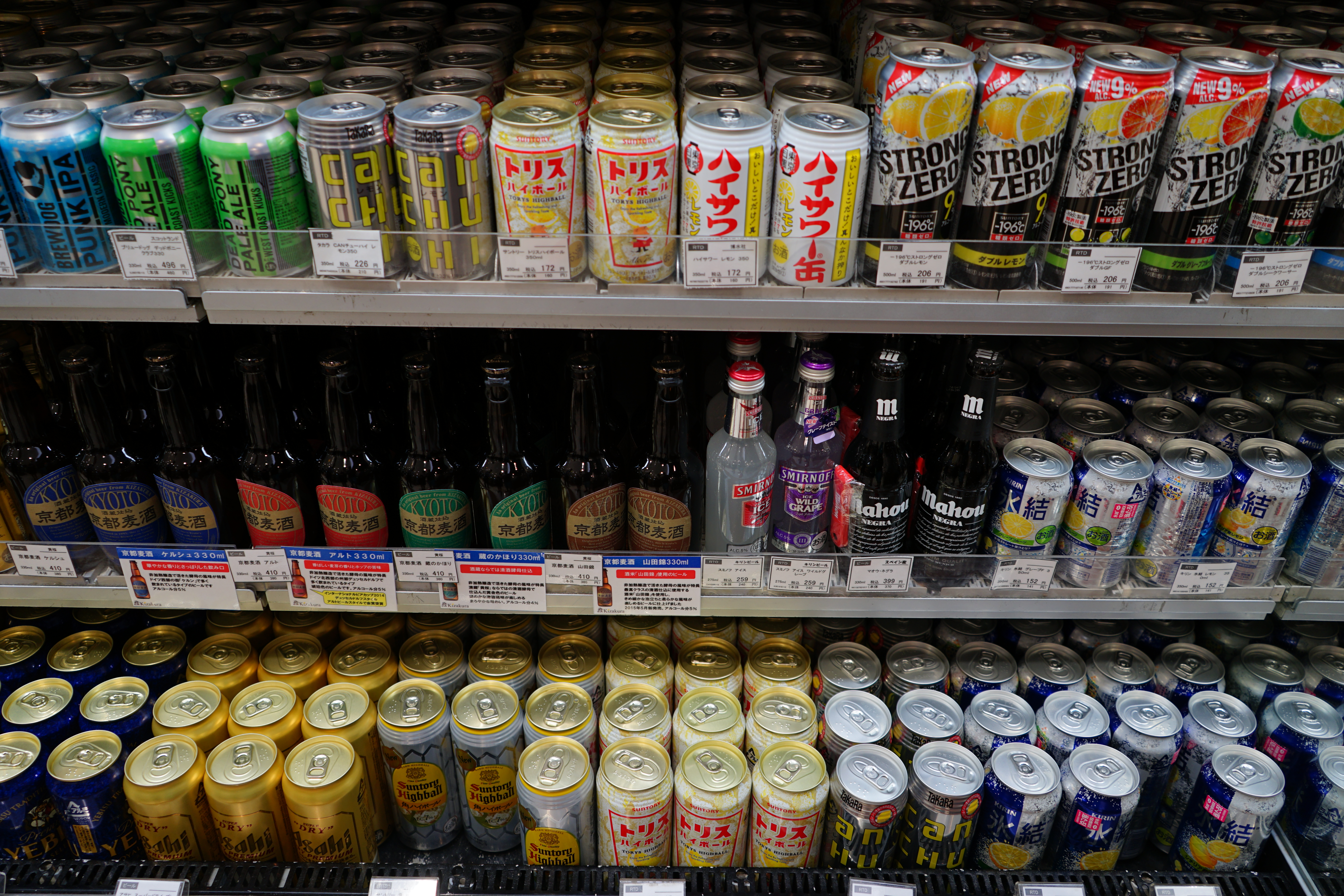
お酒売り場にて

チューハイ（酎ハイ）は、蒸留酒をソフトドリンクで割った低アルコール飲料。もともとは「焼酎ハイボール」の略称で、甲類焼酎をプレーンな炭酸水で割ったもののことを指した。現在では焼酎ベースではなくジンまたはウォッカベースのものや炭酸割りではないものも数多く見られるため、より広範なアルコール飲料を指すようになっている。
居酒屋のメニューとして親しまれてきたが、2000年代以降に家庭向けの缶入り飲料（レディ・トゥ・ドリンク）の一つである「缶チューハイ」として売り上げを伸ばしている。特に2000年代後半からはアルコール度数9%程度の「ストロング系チューハイ」が登場して人気を集めたが、その飲みやすさの一方で健康リスクが指摘されるようになり、2024年初頭から販売規模を縮小する動きが出てきている。また、2020年以降は日本国外市場の拡大を目指し、オーストラリアなど現地の嗜好に合わせた商品も製作・発売されている。

## 定義
酒税法における「酒類」の分類は清酒・合成清酒・しょうちゅう・みりん・ビール・果実酒類・ウイスキー類・スピリッツ類、リキュール類及び雑酒の10種類で、チューハイを具体的に示した法令上の分類は存在しない。また、業界団体等においても厳密な定義は存在せず、大手酒造メーカーのサントリーは「焼酎やウオツカなど無色で香りのないスピリッツをベースに、果汁などを加えて炭酸で割った飲み物のこと」としている。
なお、近年アルコール飲料テイストのノンアルコール飲料が急速に増えており、そのひとつとしてノンアルコール酎ハイも複数製品が発売されているが、これらはあくまでも「チューハイ風味」であり、清涼飲料水の一種である。

### 酒税法上の扱い
酒税法は、エキス分の割合をもって、エキス分2度以上のものを「リキュール」、エキス分2度未満のものを「スピリッツ」として分類している。また炭酸ガスを含有した製品は「その他の発泡性酒類」の要件を満たすため「（発泡性）」などと併記される。酒税の税率はアルコール度数が10度未満（発泡性の場合）あるいは9度未満（非発泡性の場合）では80,000円（1キロリットル当たり）と、飲用の酒類（調味料である雑酒を除く）としては最低の部類に属す。このため製品価格も安価なものが多い。
そうした中で、あえて高税率・高価格を許容し、味わいを増すためアルコール度数を上げた製品も登場している。ただし、こうした高アルコール度数製品であっても、酒税法上のリキュール（13度未満）を超えない12度に留まっている。

### カクテル、サワーとの違い
チューハイに類似するアルコール飲料にサワーが存在するが、サントリーではサワーを「スピリッツをベースに、柑橘類などの酸味のある果汁と、砂糖など甘みのある成分を加えて作るカクテルの一種に、ソーダを加えた飲み物」としており、店舗によって同じ商品をチューハイと呼んだりサワーと呼んだりするなど、本質的にチューハイとサワーの間に差は無いとしている。
元々の定義としては「チューハイは焼酎ベースのカクテル」、「サワーはスピリッツと酸っぱい果実を使ったカクテル」ではあるが、居酒屋などではチューハイとサワーの意味は混同され、違いがほとんどない場合も多く、住み分けは曖昧である。チューハイとサワーを使い分けている店もある。
サントリーはチューハイは基本的には単一の果汁を焼酎やウオツカなどで割ったもの、カクテルは複数の果汁やリキュールを使用したものという回答を公式サイトで行っている。
ライターの森本泰斗は、チューハイはビールと同様にのどごしを楽しみ、カクテルは1杯をじっくりと楽しむものとしている。また、サワーとハイボールについては、わずかな違いがあるだけで、チューハイの仲間であると言っている。

## 歴史
焼酎の割り材としてウメやブドウ風味のシロップを加えることは第二次世界大戦前から行われていたが、これに炭酸水を足すことは昭和30年代の山谷地区などの東京下町を中心に広がったとされる。1952年に天羽飲料製造が「ハイボールA」を販売するとこれを利用し、焼酎を炭酸水で割った飲料は飲食店で「焼酎ハイボール」と呼ばれ、「酎ハイ」と省略して呼ばれるようになった。しかしながら、天羽飲料製造が隅田川西側への販路拡大を行わず、秘密主義的な経営方針もあって商標の登録なども行われておらず、焼酎ハイボール、酎ハイは東京の下町の狭い範囲で使用される名称に留まった。なお、区別のために「下町ハイボール」とも呼ばれる。また、1950年より販売された割り材の「ホイス」（後藤商店）も「チューハイの元祖」とされる。
現在飲まれているチューハイの基礎を作ったのは、安定成長期から目立つようになった居酒屋チェーン（村さ来等）である。「チューハイ」というネーミングもこの頃定着した。居酒屋チェーンが全国展開するにつれ、その定番メニューであるチューハイは全国に広がり、チューハイの知名度は一気に上がった。
1980年に博水社から風味付けをした炭酸水である「ハイサワー レモン」が発売され、「サワー」という女性や若年者にも飲みやすい形態が広まった。1983年には東洋醸造の瓶入りチューハイ「ハイリッキー」（のちに、商品名を「ハイリキ」に改めた。2002年よりアサヒビールが製造販売）、そして缶チューハイの嚆矢である「タコハイ」がサントリーから発売され、翌1984年には宝酒造の「タカラcanチューハイ」などが続いた。

## 地方による認識の違い
地方によるチューハイの形態には若干の差がある。首都圏では20度から25度の甲類焼酎と炭酸水を割ったものをチューハイ（酎ハイ）と呼び、愛媛県の一部ではそれにシロップを足したものを合わせてチューハイと括って呼ぶ。

## 原材料
飲食店で提供されるチューハイの原材料を知ることは難しいため、以下は一般消費者向けの缶入りチューハイ等、原材料が判明しているチューハイについてのみを対象とする。

### 酒類
チューハイのベースとなる酒類は以下の4種類がある。
- 焼酎 - 一般には連続式蒸留焼酎（いわゆる「甲類焼酎」）が用いられる。
- スピリッツ - ウォッカなど（現在市販されている缶入りチューハイの多くがウォッカベースである）[1]。ウォッカ以外を用いる場合は「スピリッツ」表記としていることが多い。
- 原料用アルコール - 焼酎として精製される前の高濃度アルコールなど[1]。製品表記では「原料用アルコール」以外に「醸造用アルコール」「アルコール」などが用いられる。
- リキュール - 代表例は梅酒。

製品によっては複数の酒類が使われる場合もある（ウォッカ＋梅酒、ウォッカ+スピリッツ、など）。

### 割り材
大別すると以下の通りである。この割り材とは別に、アセスルファムカリウム、スクラロースなどの甘味料が、主に果汁系チューハイの味覚調整のために用いられることが多い。
- 炭酸水 - 炭酸水のみでは十分な風味付けができないため、以下に記述する割り材や甘味料・酸味料・香料等が添加される（この場合、原材料表記に「炭酸水」と表記されない）。
- 果汁 -  柑橘系果汁（レモン／ライム／グレープフルーツ／オレンジ／みかん／ナツミカン／ユズ／シークヮーサーなど）が多いが、リンゴ、ブドウ、モモ、メロン、サクランボ、ナシ、セイヨウナシ、パイナップル、イチゴ、キウィ、マンゴー、ライチ、アセロラなどを用いたものもある。また搾った果汁ではなく、果実そのものを破砕し酒類に漬け浸透させている製品もある。
- ウーロン茶 - ウーロンハイとして広く認知されている。ウーロン茶を使う場合、炭酸ガスの添加は行わない。類縁製品としてジャスミン茶を使用した製品も存在する。
- 日本茶 - 玉露やかぶせ茶、抹茶などを用いる。ウーロンハイ同様炭酸ガスの添加は行わない。
- 紅茶 - レモンの香味付けが併用され、レモンティーとされる場合もある。
- 炭酸飲料 - コーラやラムネ、ジンジャーエールなど。
- 乳酸菌飲料 - カルピスなど。
- ハーブ - カモミールやタラゴンといったハーブのエキス。変わり種として漢方薬の原料となるような東洋系のハーブを用いた製品も存在する。
- 健康食品 - 黒酢単体あるいは黒酢と他の材料を混合したチューハイが販売されている。

なお、ホッピーに代表されるビールテイスト飲料割りについては、一般に「チューハイ」「サワー」とは呼ばれない。

## 指摘された問題点

### 清涼飲料水等との誤認

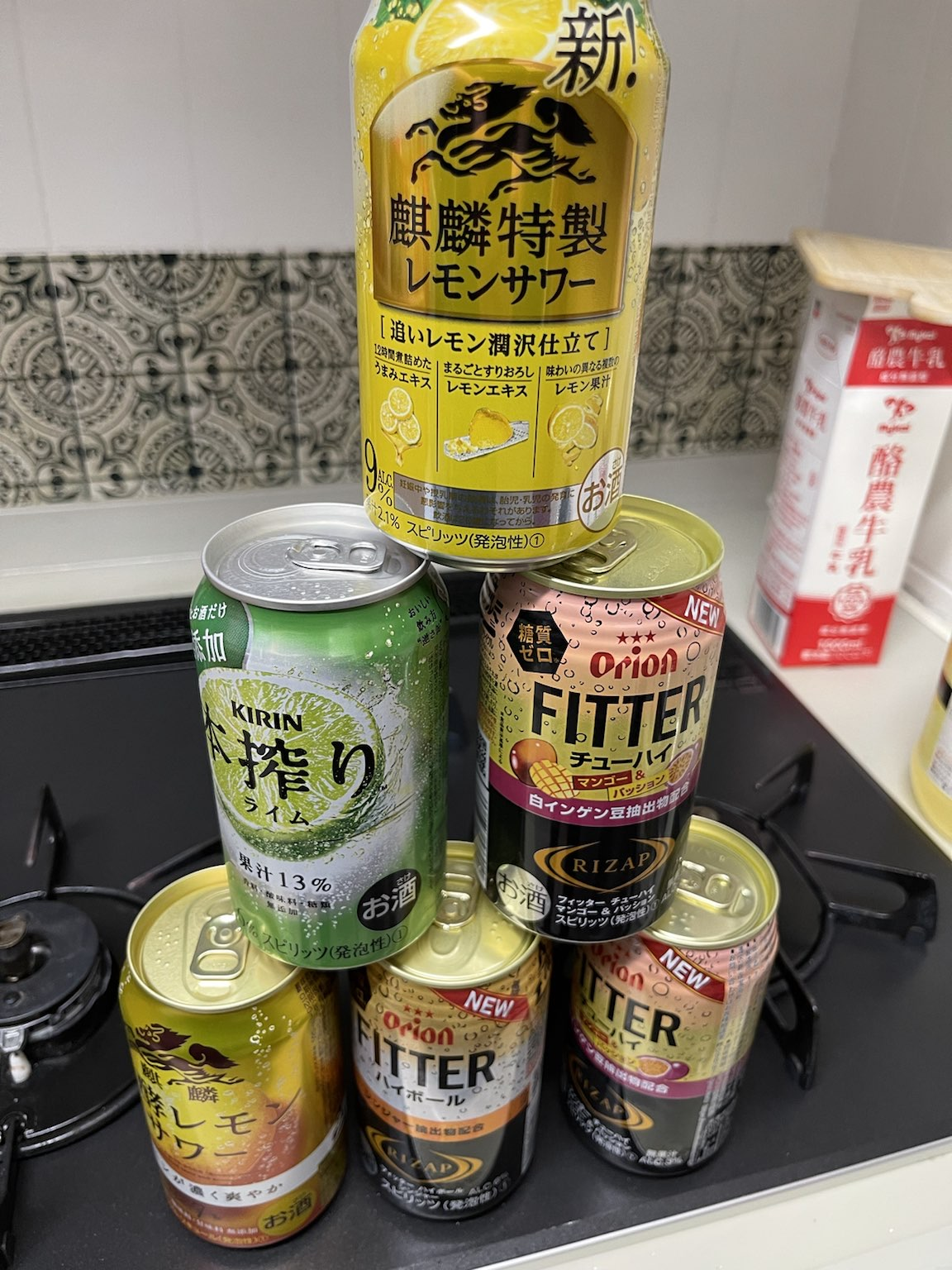
チューハイの缶の山

缶入りチューハイについては、果汁入りを中心に各社の競争が激しく、商品名や缶のデザイン、宣伝・広告などに力が注がれているが、缶のデザインや広告などに果実などを大きく描いているものが多い。これにより、消費者が無果汁のチューハイを果汁入りと誤認したり、未成年者が清涼飲料水と間違えて誤飲する恐れがあるといった指摘が消費者団体や国民生活センターにより過去何度も繰り返されている。こうしたクレームにより製品の販売中止や改名に追い込まれた事例も存在する。
クレームが相次ぐ中、日本洋酒酒造組合は2002年以降チューハイを含む低アルコールリキュール全般に関して、各種自主基準を設けた。
また日本洋酒酒造組合はチューハイに限らず酒類全般に対する広告・宣伝の基準を1988年に定めている。この基準中の「(3)広告・宣伝の際の留意事項　イ 未成年者の飲酒を推奨、連想、誘引する表現は行わない」に違反していると思しきチューハイのCMに対して民間団体が抗議し、放映中止に追い込まれた。

### ストロング系チューハイ
前述のとおり、酒税の税率は発泡性飲料の場合、アルコール度数が10度未満の時は酒税がきわめて安いことから、2010年代にアルコール度数が9%程度の「ストロング系」と呼ばれるチューハイの市場規模が急速に拡大した。2008年に麒麟麦酒が氷結シリーズの一つとしてアルコール度数8%の『氷結 ストロング』を発売、サントリーも2009年に『ストロングゼロ』で追随すると、リーマン・ショックとデフレ志向の時勢とマッチして「安く、手っ取り早く酔える」「飲みやすい」として人気を博した。サントリーの推計では、アルコール度数7％以上の「ストロング系」の売り上げは、2010年に2692万ケースだったが、19年には1億1214万ケースと、約4倍以上に成長した。
一方で、税制上の隙間を狙ったような商品だとして批判の声があるほか、アルコール健康障害対策基本法の施行後の今日、不適切、容易なアルコール成分の過剰摂取による危険性が指摘された。医師で国立精神・神経医療研究センター精神保健研究所薬物依存研究部部長の松本俊彦は自身のFacebook上で、ストロング系チューハイについて「『危険ドラッグ』として規制した方がよいのではないか。半ば本気でそう思うことがよくある」「結局あれは『お酒』というよりも、単に人工甘味料を加えたエチルアルコール＝薬物なのだ」「お酒はお酒らしい味をしているべきであり、公衆衛生的アプローチを考えれば、本来、酒税は含有されるアルコール度数の上昇に伴って傾斜すべきなのに、『税収ありき』の国の二転三転する方針にメーカーが追い詰められて、確実におかしな事態を引き起こしている」と批判し、話題となった。
こうした中で、オリオンビールは、消費者の健康への配慮を理由に、アルコール度数9%のストロング系チューハイ「ワッタストロング」の製造・出荷を2020年5月末までに停止した。また、市場においても、2020年における9%台のチューハイ内金額構成比は34.4%だったのに対し、翌年の2021年には28.7%に減少した。その理由について市場アナリストの木地利光はコロナ禍で健康に気遣う人が増えた結果だろうと分析している。こうした流れを受け、2024年初頭から、サッポロビールやアサヒビールなどの大手酒類メーカーが既存製品の終売や新商品を出さないなど、規模縮小の動きが出てきている。2024年2月19日には厚生労働省が「健康に配慮した飲酒に関するガイドライン」を公表した。